# Dipartimento di Treinta y Tres
Il dipartimento di Treinta y Tres è uno dei 19 dipartimenti dell'Uruguay situato nella parte orientale del paese. Capoluogo è la città di Treinta y Tres.

## Origine del nome
Come la città omonima capitale del dipartimento, deve il suo nome allo sbarco dei Trentatré Orientali (in spagnolo Treinta y Tres Orientales), crociata che trentatré orientali (nome con cui sono conosciuti gli uruguaiani in America Meridionale), guidati da Juan Antonio Lavalleja, hanno intrapreso nel 1825 da quella che oggi è l'Argentina per recuperare l'indipendenza della Provincia Orientale, in quel momento sotto dominio portoghese.

## Bandiera
La bandiera del dipartimento è ripresa dalla storica bandiera dei Trentatré Orientali, simbolo nazionale dell'Uruguay insieme alla Bandiera dell'Uruguay e alla Bandiera di Artigas.

## Geografia fisica
Confina a nord con il dipartimento di Cerro Largo, a est con il Brasile dal quale lo separa la Laguna Merín, una laguna di forma allungata, a ovest confina con i dipartimenti di Durazno e Florida e a sud con quelli di Lavalleja e Rocha.
La parte occidentale del dipartimento è attraversata dai rilievi della Cuchilla Grande mentre la parte orientale è pianeggiante.

### Principali centri urbani
Elenco di paesi o città con una popolazione superiore alle mille unità. Dati del censimento del 2004, a meno che non sia indicata una data differente.
| Città                                    | Popolazione  |
| ---------------------------------------- | ------------ |
| Cerro Chato                              | 3.248        |
| Ejido de Treinta y Tres                  | 4.402 (1996) |
| General Enrique Martínez (La Charqueada) | 1.342 (1996) |
| Santa Clara de Olimar                    | 2.454        |
| Treinta y Tres                           | 30.759       |
| Vergara                                  | 3.953        |

## Società

### Evoluzione demografica
Secondo un censimento del 2004, ci sono 49 318 persone e 16341 famiglie nel dipartimento. La famiglia media è composta da 3,0 persone. Ogni 100 donne, ci sono 97 uomini.
- Tasso di crescita demografica: 0.392% (2004)
- Tasso di nascita: 16,80 nati/1000 persone (2004)
- Tasso di decesso: 9,45 morti/1000 persone
- Età media: 30,5 (29,2 i maschi, 31,7 le femmine)
- Aspettativa di vita alla nascita (2004):

- Figli per donna: 2,41
- Reddito medio nelle città (superiori a 5 000 abitanti): 3432,3 pesos/mese (circa 107 euro al cambio del 7 aprile 2007).